# 卡潘诺里

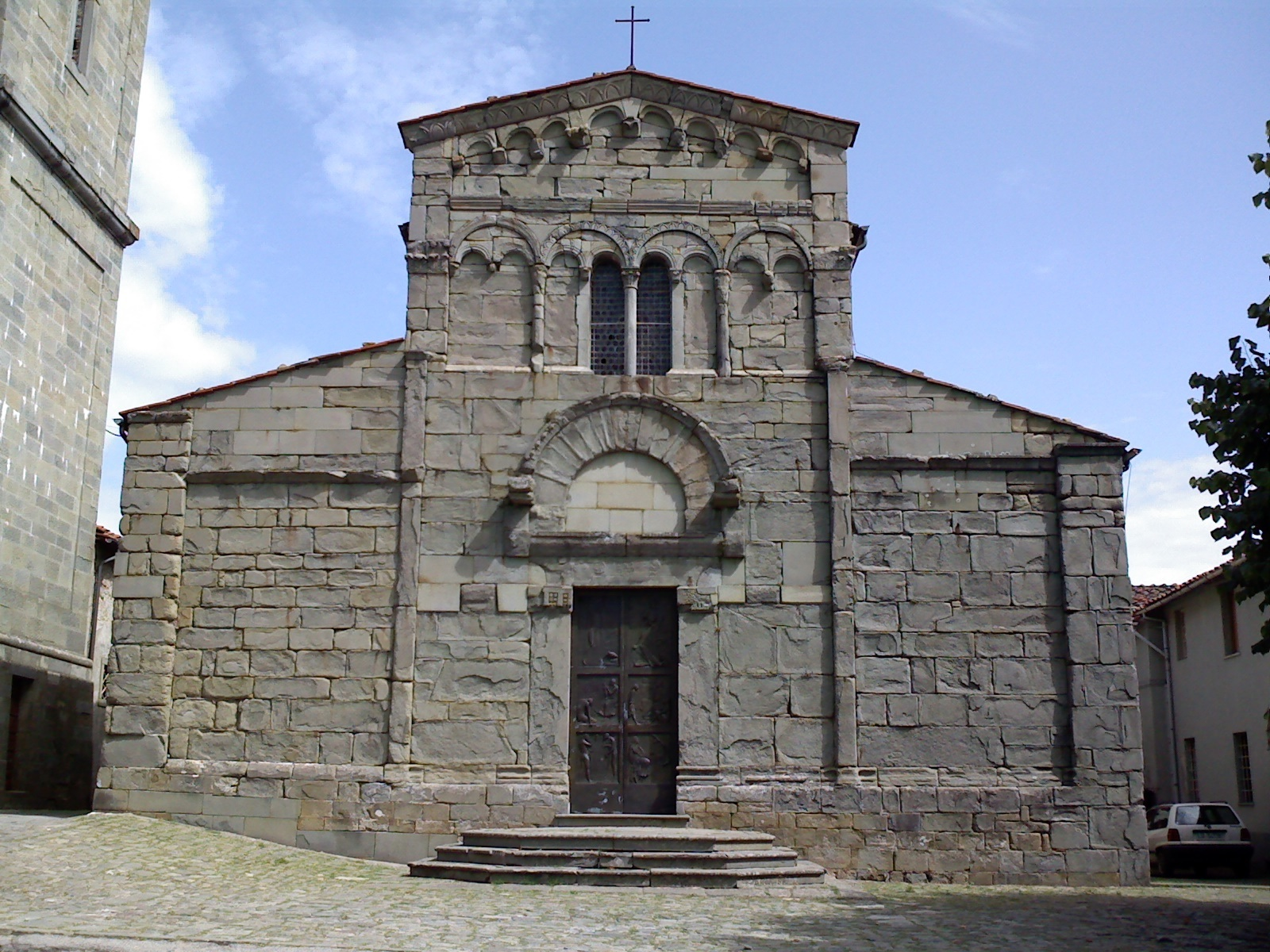
当地教堂

卡潘诺里（義大利語：Capannori）是意大利托斯卡纳大区北部盧卡省的市镇。市镇面积为155.96平方公里，2017年时人口数量为46,177人。